# Horňany
Horňany je naseljeno mjesto u okrugu Trenčín u  Trenčínskom kraju u Slovačkoj.

## Stanovništvo
| Godina:     | 1993. | 2003.   | 2013.   | 2023.   |
| ----------- | ----- | ------- | ------- | ------- |
| Broj ljudi: | 394   | 410     | 420     | 424     |
| Razlika:    |       | +4,06 % | +2,43 % | +0,95 % |

| Godina:     | 2022. | 2023.   |
| ----------- | ----- | ------- |
| Broj ljudi: | 425   | 424     |
| Razlika:    |       | -0,23 % |

Prema podacima o broju stanovnika iz 2023. godine naselje je imalo 424 stanovnika.

## Vanjske poveznice
|  | Zajednički poslužitelj ima još gradiva o temi Horňany |

- Službena stranica naselja (sl.)